# Герасим (Смердков)
Епископ Герасим (Смердков; ум. 16 мая 1489) — епископ Русской православной церкви, епископ Коломенский.
С 1478 года был игуменом Пафнутиева Боровского монастыря.
29 июля 1481 года хиротонисан во епископа Коломенского.
Во время своего архипастырства он поддерживал митрополита Геронтия в борьбе против посягательства великого князя Иоанна III на суверенитет Церкви.
Епископ Герасим кончался 16 мая 1489 года и был погребён в Боровском Пафнутиевом монастыре.